# آرثر فاريل (لاعب هوكي جليد)
آرثر فاريل هو كاتب كندي، ولد في 8 فبراير 1877 في مونتريال في كندا، وتوفي في 7 فبراير 1909 في سانت أغاث دس مونتس في كندا.